# Sylvain Darrifourcq

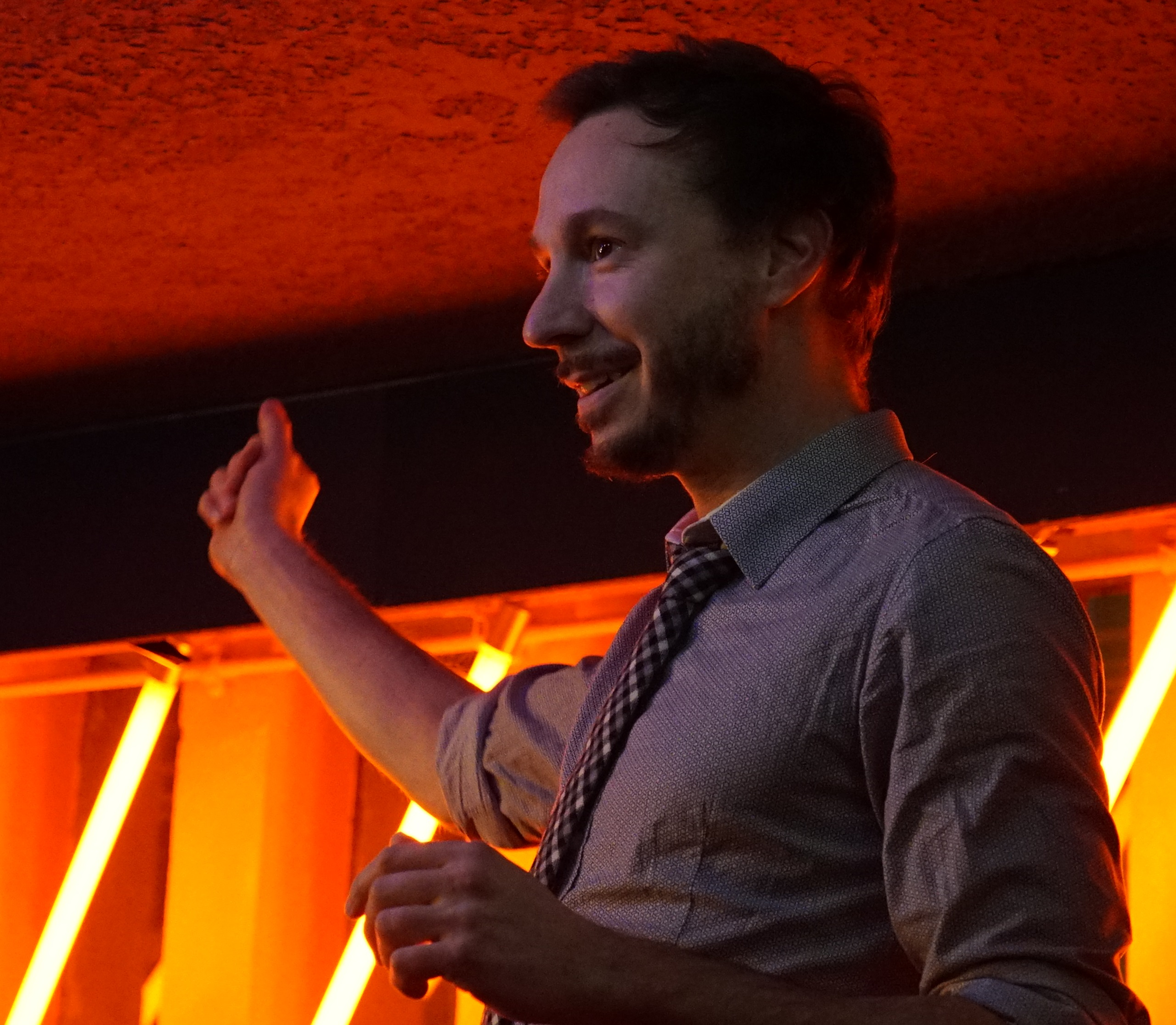
Sylvain Darrifourcq (2016)

Sylvain Darrifourcq (* 4. Juli 1979 in Orthez) ist ein französischer Jazz- und Improvisationsmusiker (Schlagzeug, Komposition).

## Leben und Wirken
Darrifourcq hatte eine klassische Ausbildung als Schlagwerker. Mit 15 Jahren begann er als Schlagzeuger Rockmusik zu spielen, bevor er den Jazz und die improvisierte Musik entdeckte. Nach einem Zusammentreffen mit Daniel Humair zog er nach Toulouse, wo er am Konservatorium studierte und einen Preis erhielt. 2003 gründete er seine Gruppe L’Égotiste Sorel, mit der er sein Debütalbum vorlegte. Seit 2004 gehörte er mehr als zehn Jahre lang dem Émile Parisien Quartet an, das 2009 mit einem Victoire du Jazz als „französische Neuentdeckung des Jahres“ ausgezeichnet wurde.
Ab 2008 kooperierte Darrifourcq in französischen und internationalen Projekten mit Musikern wie Joëlle Léandre, Tony Malaby, Michel Portal, Louis Sclavis, Marc Ducret, Andrea Parkins, Akosh S, Jean-Luc Cappozzo, Théo Ceccaldi  oder Claude Tchamitchian, später im White Desert Orchestra von Eve Risser und im Trio mit Kit Downes und Julien Desprez. Außerdem arbeitete er mit verschiedenen Choreographen, Tänzern und Videokünstlern zusammen sowie mit dem Komponisten Guillaume Hermen. Im seit 2013 bestehenden Trio In Love with mit Valentin Ceccaldi und Manuel Hermia legte er zunächst das Album God at the Casino vor, gefolgt von Kaijū Eats Cheeseburgers. Für sein Projekt MilesDavisQuintet!, das anders, als der Name nahelegt, nur aus ihm, Ceccaldi und Xavier Camarasa besteht, komponierte er ebenso wie für das Album Sfumato von Parisien mit Joachim Kühn. 2018 spielt er auch im Trio mit Tony Malaby und Richard Bonnet. 2024 bestritt er im neuen „French Trio“ von Kühn auf dem Jazzfest Berlin ein sensationelles Konzert.

## Diskographische Hinweise
- L’Égotiste Sorel: Vie de Henry Brulard (Aljama Discs, 2004), mit Ivan Gélugne, Ferdinand Doumerc, Emmanuel Pelletier, Olivier Sabatier, Mathieu Haage
- Emile Parisien Quartet: Original Pimpant (Laborie, 2008), mit Julien Touery, Ivan Gélugne
- Barbacana: Barbacana (Babel, 2012), mit Adrien Dennefeld, Kit Downes, James Allsopp
- MilesDavisQuintet!:  Shapin’ With (Be Coq, 2015), mit Valentin Ceccaldi, Xavier Camarasa
- Eve Risser White Desert Orchestra: Les deux versants se regardent (Clean Feed Records, 2016)
- In Love With: Coitus Interruptus (Gigantonium, 2018), mit Théo Ceccaldi, Valentin Ceccaldi
- Darrifourcq, Hermia, Ceccaldi: Kaijū Eats Cheeseburgers (Hector/Full Rhizomem 2020)[5]
- MILESDAVISQUINTETORCHESTRA!: Stretchin’ With (2024)
- Joachim Kühn French Trio: The Way (ACT, 2024)